# Črtica (album)
Črtica je debitantski studijski album slovenske rock skupine Mi2, izdan maja 1997 pri založbi Dallas Records. Skupina, ki je bila takrat uradno sestavljena le iz dvojca Jerneja Dirnbeka in Roberta Firerja, je pred izidom albuma že februarja 1996 izdala uspešni singl »Črtica«.

## Seznam pesmi
Vso glasbo in vsa besedila sta napisala Jernej Dirnbek in Robert Firer, razen kjer je to navedeno.
| Št. | Naslov                  | Besedilo    | Glasba                   | Dolžina |
| --- | ----------------------- | ----------- | ------------------------ | ------- |
| 1.  | „Nategni pobegni‟       |             | Egon Herman              | 3:28    |
| 2.  | „Rovajnka‟              |             | Herman                   | 3:30    |
| 3.  | „Črtica‟                |             |                          | 3:28    |
| 4.  | „Tehno pubec‟           |             | Zvonko Tepeš             | 3:14    |
| 5.  | „Na škarpi en sedau‟    | Tone Kregar | Herman                   | 4:53    |
| 6.  | „Bilečanka‟             | Milan Apih  | Apih                     | 4:10    |
| 7.  | „Zamisli se‟            |             | Dirnbek • Firer • Herman | 4:13    |
| 8.  | „Proti vetru‟           |             |                          | 3:17    |
| 9.  | „Aerosmith‟             |             | Herman                   | 3:47    |
| 10. | „Portugalska al kak že‟ |             | Dirnbek • Firer • Herman | 5:49    |
| 11. | „Crtica‟                |             |                          | 3:29    |
| 12. | „Puf pant‟              |             |                          | 3:29    |

## Zasedba

### Mi2
- Jernej Dirnbek — vokal, kitara, programiranje
- Robert Firer — kitara, programiranje

### Ostali
- Egon Herman — kitara
- Vojko Hlupić — bas kitara
- Vanja Janež — bobni
- Zvonko Tepeš — produkcija, miksanje
- Leon Herman, Simona Kmetič, Aleš Boroš — oblikovanje
- Janez Križaj — mastering